# Guerre byzantino-hongroise
Ne doit pas être confondu avec guerre byzantino-hongroise (1149-1155).
Guerre byzantino-hongroise
Batailles
Bataille d'Haram
La guerre byzantino-hongroise de 1127-1129 ou de 1125-1126 fut une courte guerre qui eut, entre autres motifs, l’asile donné par l’empereur Jean II Comnène (r. 1118-1143) à un prétendant au trône de Hongrie, Álmos, oncle de l’actuel roi. Au cours d’une première campagne, Étienne II de Hongrie (r. 1116-1131), envahit l’Empire byzantin dont il dévasta quelques villes frontalières. L’année suivante Jean II Comnène remonta le cours du Danube et défit les forces hongroises à la bataille d’Haram. Ébranlé dans son autorité, Étienne reprit l’offensive l’année suivante avec l’aide des Serbes également en révolte contre la domination byzantine. Malgré un succès au détroit de Ždrelo (aujourd'hui en Serbie), les Hongrois furent à nouveau défaits et durent négocier une paix favorable aux Byzantins.

## Une chronologie incertaine
Cette guerre est rapportée par deux historiens byzantins, Nicétas Choniatès (vers 1155-1217)  dans son « Histoire » (Χρονική διήγησις) qui va de l'avènement de Jean II Comnène (1118) à l'an 1206 et Jean Cinnamus (1143/1144 - après 1185) dont l’« Histoire des faits et gestes de Jean et Manuel Comnène » débute avec l’avènement de Jean II en 1118 et se termine abruptement en 1176. Tous deux traitent du sujet de façon sommaire; ni l’un ni l’autre ne datent les évènements qu’ils rapportent et diffèrent substantiellement sur leur séquence.
S’il est avéré que la campagne de Jean II Comnène contre les Petchenègues et les Coumans date bien de 1122 ou 1123, Choniatès écrit qu’immédiatement après celle-ci l’empereur se serait tourné contre les Serbes. Cinnamus pour sa part place plutôt cette campagne contre les Serbes après la guerre avec les Hongrois.
Michael Angold et d’autres historiens situent cette guerre de 1127 à 1129, mais John Fine, se basant sur les travaux de B. Radojčić, la place un peu plus tôt, soit une première invasion hongroise 1125 suivi d’une controffensive byzantine en 1126.

## Contexte historique
En 1104, afin d’améliorer les relations avec la Hongrie que courtisaient les Normands de Roger de Sicile, Alexis Ier avait organisé le mariage de son fils ainé, Jean Comnène, avec Piroska , fille du roi Ladislas Ier de Hongrie. Les évènements devaient contrecarrer ses plans. La nécessité d’obtenir l’assistance des Serbes d’abord, puis des Hongrois dans la lutte contre les Normands amena Constantinople à déléguer l’administration de la Dalmatie au doge de Venise alors que la Hongrie annexait la Croatie. De leur côté, les Serbes constituaient un foyer d’agitation permanente et se rapprochaient dangereusement des Hongrois où le pouvoir d'Étienne II était menacé.
Pour sa part et contrairement à son père Alexis Ier Comnène et à sa sœur ainée, Anne Comnène, Jean II n’avait rien d’un intellectuel. Soldat dans l’âme, héritant d’une flotte puissante, d’une armée multiethnique mais bien organisée et surtout d’un trésor bien garni, son rêve était de reconquérir toutes les terres de l'Empire byzantin entre les mains des musulmans, de même qu'Antioche alors aux mains des croisés. Dès 1119, Jean II entreprit une campagne contre les Turcs dans la vallée du Méandre. L’année suivante probablement, il s’emparait de la place forte de Sozopolis qui contrôlait l’accès à Laodicée et à Attalia. Il dut cependant délaisser l’Asie mineure en 1121 lorsqu’un groupe imposant de Petchenègues et de Coumans traversèrent le Danube.
En Hongrie, Étienne II (r. 1116-1131) était devenu roi à la mort de son père Coloman (r. 1095-1116). Son oncle, Álmos, avait déjà cherché à ravir le trône du temps de Coloman qui l’avait fait aveugler ainsi que son fils, Béla . Craignant pour sa vie, probablement parce qu’il avait également comploté contre Étienne II, Álmos et de nombreux partisans s’étaient enfuis et avaient cherché refuge dans l’Empire byzantin où Jean II les avait accueillis avec bienveillance et installés dans une ville de Macédoine . La Chronique ne mentionne pas la date de cet accueil, mais il est probable qu’il se soit situé vers 1125. Étienne II envoya alors une ambassade à Jean II, exigeant qu’Álmos et ses partisans soient expulsés de l’empire, demande qui fut rejetée. Pour sa part, Étienne II accueillit et donna refuge aux chefs petchenègues et coumans défaits par Jean II en 1122, ce qui ne fit qu’accroitre les tensions entre les deux États.

## Première campagne
Le chroniqueur Nicétas Choniatès ne mentionne qu’une seule campagne dont il attribue la responsabilité aux citoyens de la ville byzantine de Braničevo, lesquels « attaquèrent et pillèrent des Hongrois venus dans l’Empire byzantin pour faire du commerce, commettant ainsi les pires crimes contre eux ». En représailles, les Hongrois attaquèrent Braničevo qu’ils rasèrent. Selon lui, les troupes hongroises s’enfoncèrent profondément en territoire impérial, se rendant jusqu’à Sardika (aujourd’hui Sofia) qu’elles pillèrent. C’est alors que l’empereur aurait réagi, envoyant des troupes qui défirent les Hongrois, lesquels durent demander la paix .
Jean Cinnamus pour sa part fait état de deux campagnes. La première aurait commencé à l’été 1127 et aurait été dirigée d’abord contre Belgrade. Par la suite, les troupes hongroises devaient saccager Braničevo, Naissus ainsi que les régions de Sardika et de Philippopolis, avant de retourner en Hongrie,,.
En réponse à cette campagne, Jean II Comnène attaqua la Hongrie avec une infanterie de mercenaires lombards et d’auxiliaires seldjouks, ainsi qu’avec une flotte fluviale en 1128 . Étienne II, malade, ne pouvant se mettre à la tête de l’armée, les troupes hongroises étaient sous le commandement d’un certain Setephel. Elles furent défaites lors de la bataille d'Haram (aujourd'hui Bačka Palanka) sur la rive hongroise du Danube. Nombre de Hongrois qui tentaient de fuir périrent noyés lorsqu’un pont sur le Krassó s’écroula sous leur poids. Cette défaite devait sérieusement miner l’autorité d’Étienne II qui dut faire face à la révolte de deux usurpateurs, les « comtes Bors et Ivan ».
À la même période, l’empereur byzantin était en guerre avec les Serbes, alliés des Hongrois, qui s’étaient soulevés contre Constantinople dont ils avaient dû quelques décennies plus tôt reconnaitre la souveraineté et avaient détruit la forteresse de Ras, alors byzantine . Jean II lança alors une expédition punitive contre les Serbes et fit de nombreux prisonniers qui devaient être déportés à Nicomédie en Asie mineure pour y renforcer la frontière byzantine contre les Turcs. Les Serbes furent alors forcés de reconnaitre à nouveau la suzeraineté byzantine.

## Deuxième campagne
Jean Cinnamus relate une deuxième campagne du roi Étienne contre l’Empire byzantin, visant probablement à réaffirmer son autorité. Sous le commandement du duc Vaclav d’Olomouc, les troupes hongroises avec l’aide de renforts de Bohême, s’emparèrent de la forteresse de Branićevo qu’ils rasèrent. Au même moment, les Serbes s’emparaient de la forteresse de Rhason (maintenant Ražanj en Serbie). Jean II se hâta de retourner à Branićevo dont il reprit le contrôle et reconstruisit la forteresse. En dépit de ce succès, l’empereur dut retraiter vers la rivière Mlava (affluent gauche du Danube). Toutefois son arrière-garde fut attaquée au village de Ždrelo où les Hongrois s’emparèrent d’un énorme butin. D’autres affrontements devaient rétablir l’équilibre, si bien qu’un traité de paix put être conclu en 1129 aux termes duquel les Byzantins recouvrèrent non seulement Branićevo, mais aussi Belgrade et la région de Syrmie (appelée Frongochorion par Choniatès) qui était aux mains des Hongrois depuis les années 1070. Sur les entrefaites  Álmos mourut, éliminant l’un des principaux sujets de friction.

## Chronologie alternative
Le fait que les deux chroniqueurs ne mentionnent aucune date et qu’ils diffèrent sur la séquence des évènements rend difficile une datation précise. Étudiant les relations entre les trois pays sous le règne de Jean II Comnène, B. Radojčić a proposé une chronologie quelque peu différente  dont  John Fine reconnait la valeur dans « The Early Medieval Balkans ». Selon cette chronologie il y aurait effectivement eu deux campagnes hongroises. L’attaque de Belgrade aurait eu lieu en 1125 et la campagne impériale la même année. Un traité de paix aurait été signé à l’hiver 1125-1126 suivi par une attaque hongroise sur Braničevo en 1126, coïncidant avec la révolte des Serbes. L’empereur aurait commencé par régler la question serbe en remportant une victoire décisive sur le grand župan de Raška. Après quoi, il se serait tourné contre les Hongrois qu’il aurait défaits également en 1126. Cette chronologie place ainsi la révolte serbe immédiatement après la campagne contre les « Scythes » et devance de trois ans les campagnes contre les Hongrois.